# Szprotawa (gmina)
Szprotawa – gmina miejsko-wiejska w województwie lubuskim, w powiecie żagańskim. W latach 1975–1998 gmina położona była w województwie zielonogórskim.
Siedziba gminy to Szprotawa.
Według danych z 17 lutego 2009 gminę zamieszkiwało 22 579 osób.

## Ochrona przyrody
Na obszarze gminy znajduje się rezerwat przyrody Buczyna Szprotawska chroniący naturalne zróżnicowanie ekosystemów leśnych z zachowaniem cennych gatunków fauny i flory.

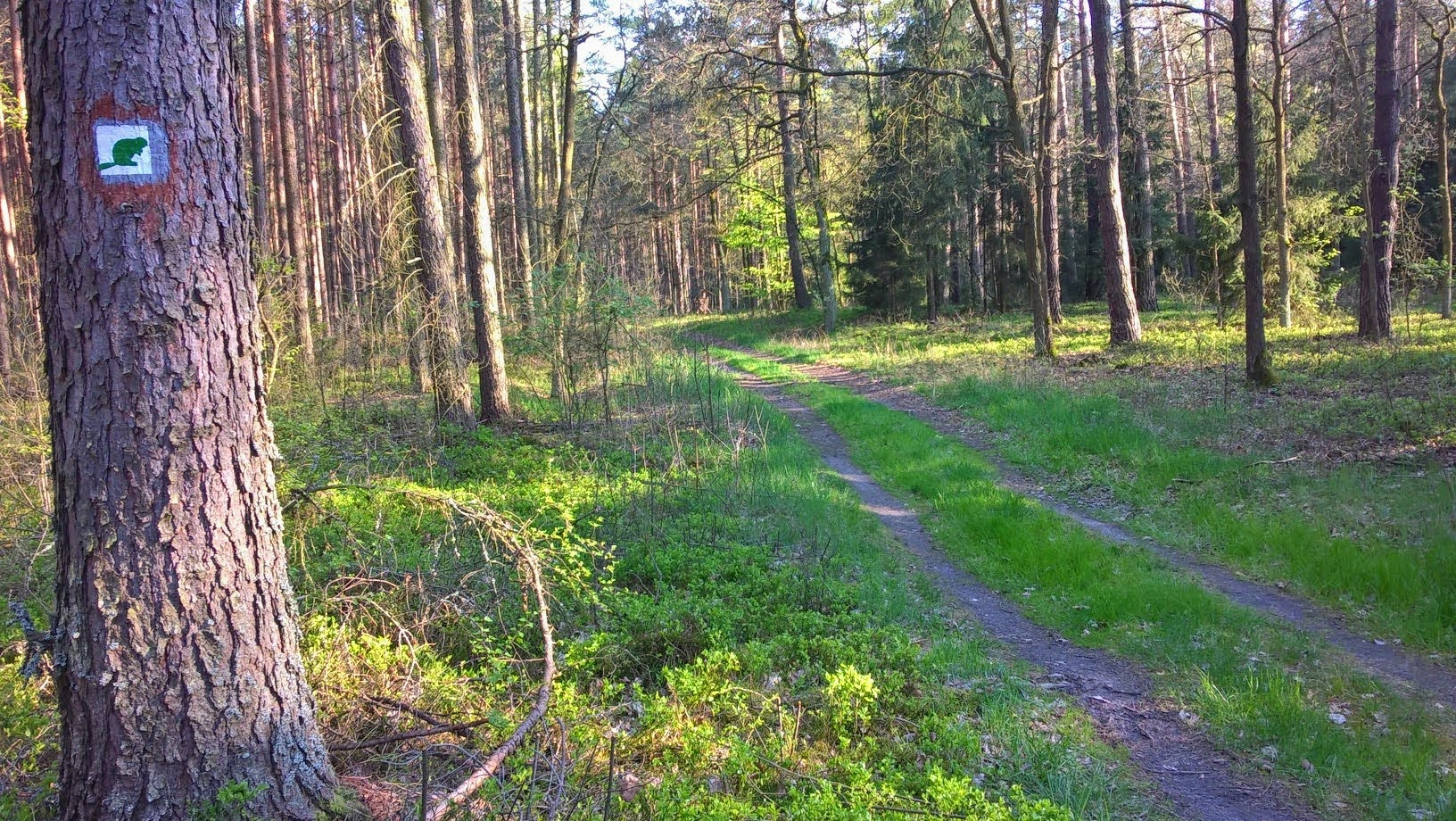
Ścieżka przyrodniczo-leśna Potok Sucha

W 2019 odcinki Potoku Sucha leżące na terenie gminy Szprotawa zostały objęte prawną ochroną na mocy uchwały Rady Miejskiej w Szprotawie, tworząc odtąd Zespół przyrodniczo-krajobrazowy Potok Sucha.
W 2021 gmina Szprotawa przy współpracy z Nadleśnictwem Szprotawa utworzyła ścieżkę przyrodniczo-leśną prowadzącą do punktu dydaktycznego nad potokiem. 
Na terenie gminy znajduje się jeszcze Zespół przyrodniczo-krajobrazowy „Park Słowiański”, ustanowiony w 2007. 

## Struktura powierzchni
Według danych z roku 2002 gmina Szprotawa ma obszar 232,31 km², w tym:
- użytki rolne: 55%
- użytki leśne: 33% (Bory Dolnośląskie)

Gmina stanowi 20,53% powierzchni powiatu.

## Demografia

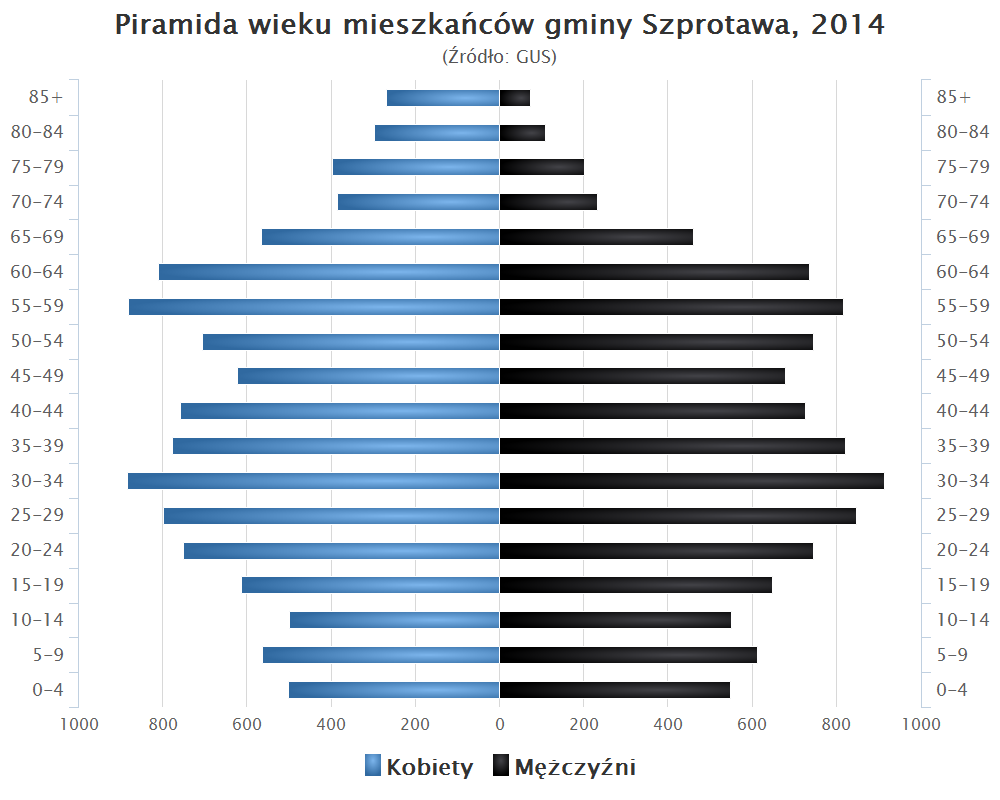
Piramida wieku mieszkańców gminy Szprotawa w 2014 roku

Dane z 30 czerwca 2004:
| Opis                              | Ogółem | Ogółem | Kobiety | Kobiety | Mężczyźni | Mężczyźni |
| --------------------------------- | ------ | ------ | ------- | ------- | --------- | --------- |
| jednostka                         | osób   | %      | osób    | %       | osób      | %         |
| populacja                         | 21 788 | 100    | 11 234  | 51,6    | 10 554    | 48,4      |
| gęstość zaludnienia (mieszk./km²) | 93,8   | 93,8   | 48,4    | 48,4    | 45,4      | 45,4      |

## Sąsiednie gminy
Bolesławiec, Gromadka, Kożuchów, Małomice, Niegosławice, Nowe Miasteczko, Osiecznica, Przemków, Żagań